# Ivubu
Ivubu är ett periodiskt vattendrag i Burundi.   Det ligger i provinsen Muramvya, i den nordvästra delen av landet, 40 kilometer nordost om huvudstaden Bujumbura.
Omgivningarna runt Ivubu är en mosaik av jordbruksmark och naturlig växtlighet. Runt Ivubu är det tätbefolkat, med 308 invånare per kvadratkilometer.